# Kazuya Tsurumaki
Kazuya Tsurumaki (鶴巻 和哉) (Gosen, 2 febbraio 1966) è un regista, animatore e sceneggiatore giapponese.
Tsurumaki è il protégé di Hideaki Anno, nonché animatore di lunga data per lo studio Gainax. Il primo progetto dell'animatore per la Gainax fu come direttore dell'animazione per Nadia - Il mistero della pietra azzurra; Tsurumaki è stato anche regista di alcune sequenze della serie televisiva, oltre ad aver svolto il ruolo di produttore della versione cinematografica di Nadia. Nel 1995 ha lavorato come assistente alla regia al fianco di Anno per Neon Genesis Evangelion, per la quale ha diretto, fra le altre cose, il primo segmento del film Neon Genesis Evangelion: The End of Evangelion. Nel 2000 Tsurumaki ha debuttato ufficialmente come regista a tutti gli effetti per FLCL, una serie OVA di sei episodi con la Gainax; nel 2004 ha diretto, inoltre, il sequel di Punta al Top! GunBuster, DieBuster. Dal 2006 si è dedicato nella produzione dei film del Rebuild of Evangelion. Nel 2025 dirige Mobile Suit Gundam GQuuuuuuX.